# Villa Elisa (Paraguay)
Villa Elisa es una ciudad ubicada en el departamento Central. Fue la única colonia poblada por suecos, belgas, daneses y alemanes en Paraguay y hoy es una de las ciudades más importantes y activas que integran el área metropolitana, cuya vía de tránsito frecuente es la Avenida Defensores del Chaco.

## Historia
La primera Junta Administrativa de Villa Elisa, fue creada el 21 de junio de 1899, bajo la dirección del Sr. Emilio Johansen. A la Colonia Elisa, llegaron nuevos habitantes: escandinavos, daneses, belgas, (suecos y finlandeses) y alemanes. Con la llegada de más extranjeros, en los años de 1900 y 1940, aumentó la población, y así la necesidad de la organización de Instituciones Sociopolíticas en la Colonia. Para la concreción se tuvo que esperar mucho tiempo, ya que el Paraguay, pasaba por numerosos conflictos internos y la guerra con Bolivia, llamada guerra del Chaco. (1932/1935).
En Villa Elisa se encuentra asentada la refinería de petróleo (PETROPAR), es una institución pública creada por Ley N.º. 1182, promulgada el 23 de diciembre de 1985, Esta refinería se convirtió en empresa autárquica, iniciando sus operaciones el 9 de enero de 1986.
La Municipalidad pertenece a la primera categoría (Decreto N.º 12.192/ 01) y la cantidad de concejales que componen el cuerpo Legislativo de la Municipalidad es de doce, representando, a la Asociación Nacional Republicana, Partido Colorado (4), Partido Liberal Radical Auténtico (8).

## Geografía
Está ubicada a tan sólo 16 kilómetros de la capital, Asunción y para llegar se debe tomar la ruta Acceso Sur (Desde 2019 Ruta PY01) o por la Avenida Defensores del Chaco. Villa Elisa posee un terreno cubierto por una significativa vegetación, un terreno bajo y arenoso. Además tiene superficies pobladas únicamente por árboles y arbustos. Es una sabana típica, zona apta para la población.

### Clima
El clima es mayormente tropical. La temperatura máxima se produce en el verano y llega a 39 °C con sensación térmica de hasta 48 °C; la mínima en el invierno es de 1 °C. La media anual es de 23 °C aproximadamente. Las lluvias aparecen habitualmente entre abril, agosto y noviembre.

## Economía
Cuenta con numerosos establecimientos industriales, comerciales y de servicios. Su actividad agrícola reside en la producción de frutas. Gran parte de la población económicamente activa trabaja en la capital del país. El otro porcentaje de la población residente que trabaja en la propia ciudad, se dedica a los siguientes trabajos. 
La mayoría de la gente que vive y trabaja en la ciudad se dedica al comercio. El tipo de comercio más numeroso, competitivo y da un gran abasto a cada barrio son los quioscos o tiendas pequeñas por su alta rentabilidad y la gente acostumbra a abrir estos negocios en su propio domicilio. Luego otras personas que poseen su propio negocio son por lo general: fruterías, bodegas, librerías, farmacias, mercerías, gimnasios, panaderías, entre otras. El B° Ypatí es famoso por el exceso de locales de venta de ropa nueva y usada. 
También se encuentran otros sectores, los de las empresas o cadenas y franquicias empresariales. Los supermercados son unos de ellos, algunos de estos son el supermercado Diefer, el supermercado Stock, la franquicia DÍA, la franquicia Citymarket, y el nuevo Hipermercado Luisito dan empleo a cientos de personas que sirven de cajeros, panaderos, carniceros, ayudantes, guardias, transportistas de bienes. En el otro sector está la refinería estatal Petropar da trabajo a muchas personas que sirven de playeros dispachantes de gasolina, guardias, vendedores, entre otros. Otras franquicias gasolineras privadas como Copetrol, Puma, Petrochaco, Barcos & Rodados, entre otros, hacen lo mismo. Todos estos trabajos son los que generan el motor económico y laboral de la ciudad Paraguay.

## Demografía
Anteriormente Villa Elisa era conocida como "ciudad dormitorio" porque un porcentaje elevado de sus pobladores trabajan en Asunción y sólo regresaban a sus hogares para descansar. Hoy en día aumentó mucho la densidad poblacional, así como el flujo de pobladores de otras ciudades ya que es una alternativa para ir hacia el sur del país.
Según el censo paraguayo de 2022, la población asciende a 71.383 habitantes. Actualmente el 100% de su población vive en el área urbana.

### Barrios
Villa Elisa se divide en un total de 16 barrios.

Barrios de Villa Elisa

| 1  | 29 de septiembre |
| 2  | Ypatí            |
| 3  | Tres Bocas       |
| 4  | 8 de diciembre   |
| 5  | Arroyo Seco      |
| 6  | San José         |
| 7  | Gloria María     |
| 8  | Rosedal          |
| 9  | San Juan         |
| 10 | Sol de América   |
| 11 | Villa Bonita     |
| 12 | Centro           |
| 13 | Mbocayaty        |
| 14 | Remanso          |
| 15 | Picada           |
| 16 | Villa Hermosa    |

## Infraestructura

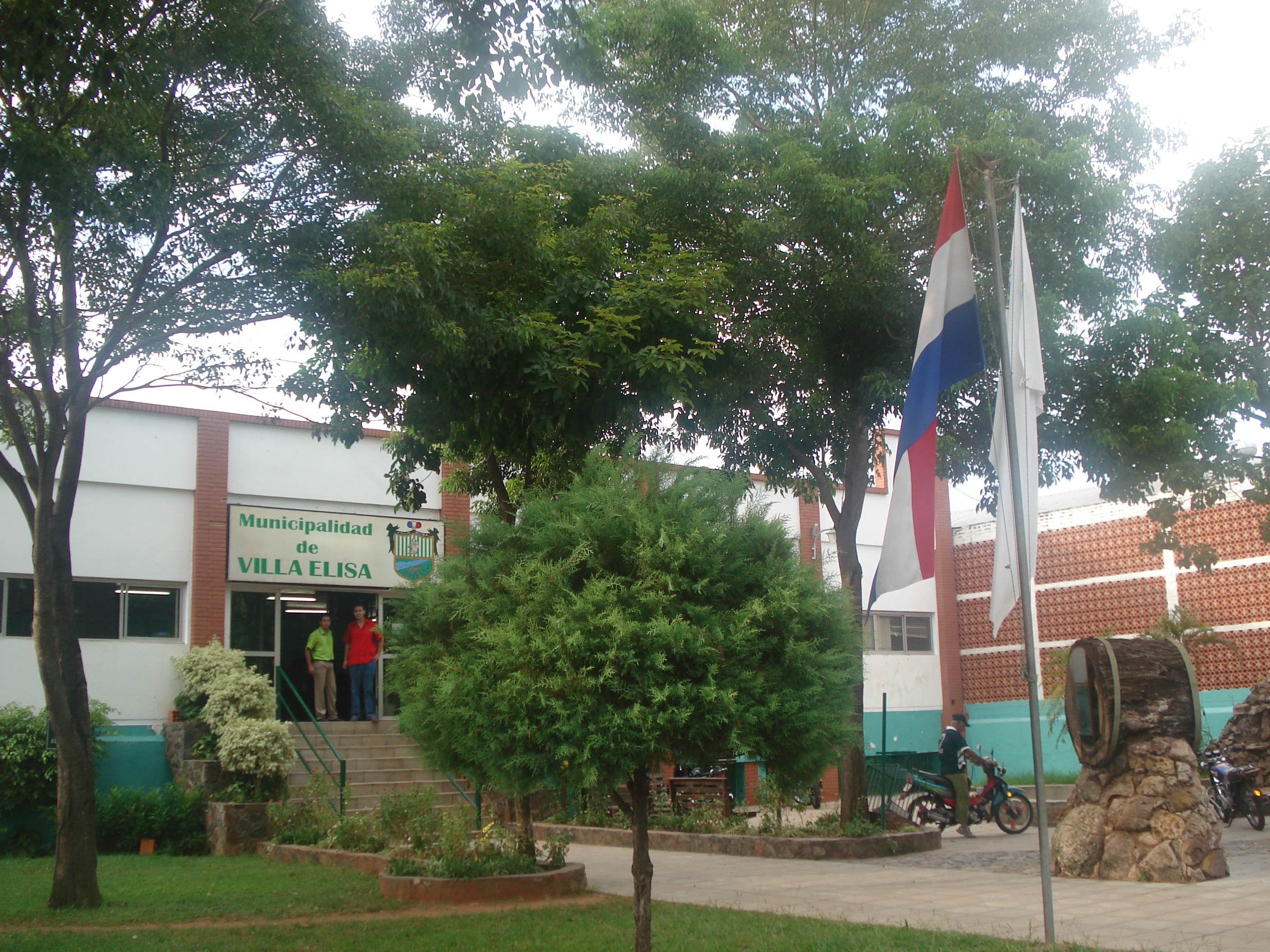
Municipalidad de Villa Elisa

Villa Elisa, en su zona céntrica, tiene casi el mismo plano que otras ciudades como Lambaré, Fernando de la Mora, San Antonio, Ñemby, etc. En la avenida principal está la iglesia católica, detrás una plaza, al costado el Ayuntamiento, negocios comerciales, la estación policial y algún colegio. En los años 80s y principios de los 90s, Villa Elisa estaba colmada de plantaciones de naranja, limón y mango. Hoy en día se conservan las plantaciones de mango en varias de sus avenidas principales.
En la ciudad está asentada la 9.ª Cia del Cuerpo de Bomberos Voluntarios del Paraguay, siendo la primera entidad de emergencias de la ciudad, fundada el 9 de septiembre de 1999, cuenta con un moderno cuartel ubicado en las calles Líbano y Jordania del Barrio Centro. La policía local presta servicio las 24 horas del día en las comisarías desplegadas en la ciudad, y patrullan las calles en sus vehículos para garantizar la seguridad.
El Parque de la Salud, a espaldas del ayuntamiento; es un extenso parque lleno de árboles, un gimnasio al aire libre, senderos de caminata, ciclovías, un enorme letrero iluminado con el enunciado "Yo amo Villa Elisa" interesante para tomarse selfies, fotos y videos, entre otras. También está el Parque Serenidad, un panteón exótico con su acceso de arco de más de 7 metros de altura y en frente una lápida con el logo creativo del panteón, está lleno de flores y plantas raras, hermosas y típicas del país. En la misma avenida se encuentra la Sede de Petropar, la refinería de petróleo más grande del Paraguay.
También en los servicios médicos y de salud está la instalación más grande de atención femenina del país, la "Ciudad Mujer", el Hospital General de Villa Elisa, la única clínica-hospital pública capaz de abastecer al máximo a todos los residentes de la ciudad de forma gratuita.
En cuánto a transporte, la mayoría de los residentes caminan, utilizan su vehículo particular, o abordan el servicio local de taxis de la ciudad. Existe también en la red de transporte público, las líneas de autobuses, que a la vez por sanción del gobierno local deben transitar todas entre su itinerario frente el edificio de la municipalidad. La Línea 7 es una línea de bus municipal e interna de Villa Elisa, que es administrada y gestionada por la intendencia. Las que transitan por las avenidas limítrofes de la ciudad: 7, 8, 14, 15-1, 15-2, 15-3, 15-4, 21, 26, 31, 38, 44, 47, 48, 49, 54, 85, 88, 96, 99, 187, 233. Las que recorren dentro de la ciudad: 7, 8, 15-1, 15-4, 31-2, 38, 48, 49, 52, 119. Otras líneas que recorrían la ciudad pero que actualmente ya no existen o simplemente fueron suspendidas eran las líneas 8-2, 8-3, 25, 32-2, 39, 50-2

## Cultura

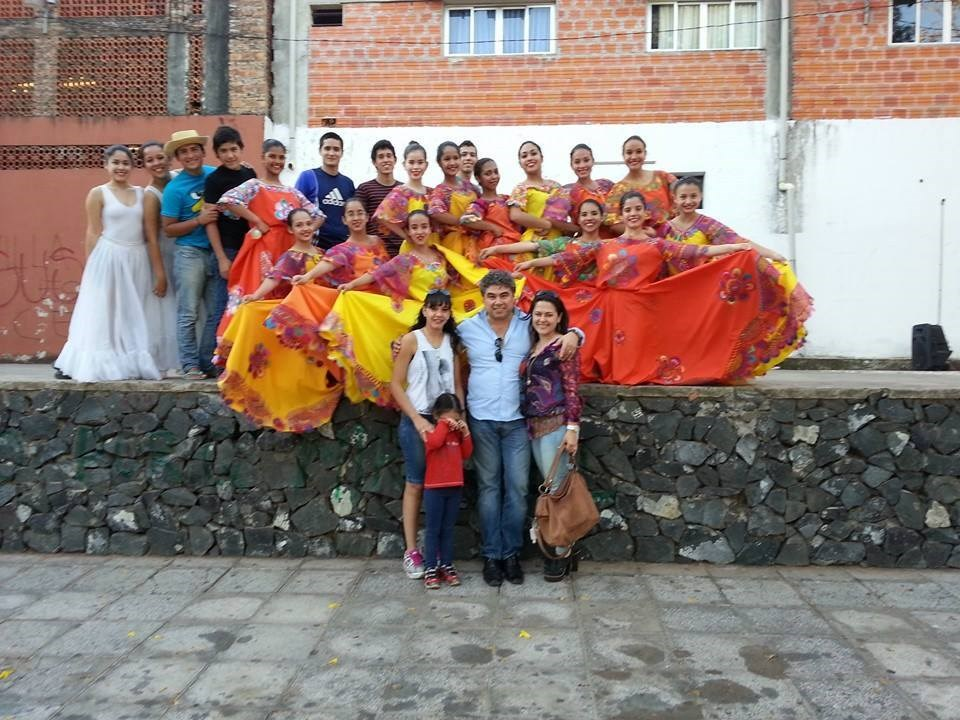
Danza folclórica

La fiesta patronal se celebra el 16 de julio en conmemoración a Virgen del Carmen, santa patrona de la ciudad. En esta ocasión se celebran misas, se preparan sabrosas comidas típicas del Paraguay además de los juegos tradicionales que se realizan en todo el país durante esta época como: pelota tata (pelota de fuego), toro candil, caminata sobre brasas, yvyra sýi (palo enjabonado), entre otros.
Algunos eventos que se realizan en la ciudad son: desfiles estudiantiles, religiosas y fechas conmemorables, festejos por Día del Niño, conmemoración por el día de los Excombatientes de la guerra del Chaco, festival por Día de la Juventud y otros espectáculos artísticos que pueden ser compartidos con toda la familia. También fue declarada sub sede del Festival del lago de Ypacaraí. Es conocida como la capital folclórica del sur metropolitano.
Es considerada la Ciudad de la Cultura por la insignia constante de los Eventos uno de los Espectáculos más grandes de Central el KURUSU RAPE Jaguata Ñandejara Ndive que reúne a más de 10.000 personas en Semana Santa, un evento que contempla un circuito de estatuas vivientes en un recorrido con más de 3000 candiles, 280 actores en escena y una fusión de iluminacion para crear un ambiente mágico.
Eventos teatrales, cuenta con el Taller de Teatro más grande del país, apoyando a niños, jóvenes y adultos en el desarrollo comunitario, una escuela de instrumentos en el AnFITEATRO RAFAEL ROJAS DORIA, un teatro con capacidad de 1000 personas ubicadas en la ciudad

### Educación
En Villa Elisa está construida la Escuela N.º 196 Reino de Suecia, una de las instituciones educativas más antiguas del Paraguay  y la primera escuela de la ciudad y del departamento central, fundada por los colonos de la época en el año 1898, en un predio donado por la Flia OTTOCLAR.
La Escuela Primaria y Colegio Nacional Dr. Juan José Soler, fundada por un grupo de vecinos que conformo el primer comité de padres de la escuela del barrio 29 de septiembre, dando inicio en marzo del año 1963.
```
También posee como valor histórico el único edificio antiguo denominado "Sanidad Cué" situado en el barrio Mbocayaty que en tiempos bélicos fue utilizado especialmente como hospital para heridos de guerra además de dar atención a la ciudadanía en general. Este espacio es considerado hoy el Museo Municipal de la Ciudad
```

ANFITEATRO RAFAEL ROJAS DORIA El anfiteatro dirigido a través de la Dirección de Cultura y Educación con una capacidad para 1000 personas ubicada en el centro mismo de la ciudad, se desarrollan allí clases de danza, teatro, instrumentos, idiomas, artes plásticas
Otro centro educativo prestigioso de la ciudad, es el colegio Privado San Francisco de Asís, siendo un colegio católico, fundada por las Hermanas de la Misericordia, inspiradas por la Beata María Petkovic. Se encuentra sobre la avenida principal Von Poleski, que abrió sus puertas en el año 1994, cumpliendo el año pasado 23 años de servicio.
También están los colegios destacados por su tamaño, seguridad, reputación, calidad académica y pedagógica, que son el colegio privado presbiteriano "Cerritos", la Escuela Pública "Reino de Suecia"; sede de la supervisión escolar de Villa Elisa, el colegio público Emilio Johannsen, el colegio María Auxiliadora, la Escuela Pública América, la escuela privada Divino Niño Jesús, el SNPP el instituto de formación profesional más grande del Paraguay entre otros.

### Deportes
En la modalidad de fútbol la ciudad cuenta con el Estadio Luis Alfonso Giagni que es sede anfitriona del club Sol de América. También cuenta con los clubes, participantes de la Liga Regional del Sud, tales como Sol de Mayo, Atlético 3 Boqueños, Atlético Villa Elisa.
También existe un equipo de rugby, Villa Elisa Rugby Club.

## Villaeliseños reconocidos
Uno de los personajes ilustres de esta ciudad es el novelista Cristian González Safstrand quien nació en esta ciudad en el año 1947. Aunque prácticamente autodidacta, desde muy joven se ha interesado en la literatura, habiendo leído a algunos clásicos de la narrativa occidental, entre ellos a dos grandes de las letras españolas – Miguel de Cervantes Saavedra y Pedro Antoni de Alarcón y al francés Alejandro Dumas.
Se inició como narrador en 1984 con la publicación de dos novelas cortas: “Andanzas de un comisario de campaña” y “Sueños y Conflictos”. Un año después dio a luz otra novela: “La vida y sus secuencias” (1985), y en 1989 apareció “La pesadilla” su cuarta novela.